# سفارة فنلندا في النرويج
سفارة فنلندا في النرويج هي أرفع تمثيل دبلوماسي لدولة فنلندا لدى النرويج. تقع السفارة في أوسلو وهي تهدف لتعزيز المصالح الفنلندية في النرويج.

## وصلات خارجية
- الموقع الرسمي
- قائمة سفارات فنلندا
- قائمة السفارات في النرويج